# In Hearts Wake
In Hearts Wake es una banda australiana de metalcore de Byron Bay, formada en 2006. La banda está compuesta por el vocalista Jake Taylor, los guitarristas Eaven Dall y Ben Nairne, el bajista Kyle Erich y el baterista Conor Ward. Han lanzado cinco álbumes de estudio: Divination, Earthwalker, Skydancer, Ark y Kaliyuga, que se lanzó el 7 de agosto de 2020. Los temas líricos de la banda incluyen ambientalismo, justicia ambiental, calentamiento global, conservación y otros temas sociales.

## Historia

### Formación (2006–2010)
La banda se formó a principios de 2006 y está compuesto por cinco amigos originarios de Byron Bay, Australia. En julio de 2006, la banda grabó su primera canción de demostración, "True Love Is Hard to Find". En diciembre de 2006, grabaron su EP debut de 7 pistas, titulado Into the Storm. A principios de 2007, la banda dio la bienvenida al nuevo baterista Caleb Burton y comenzó a refinar su sonido, escribiendo canciones más rápidas, más pesadas, más técnicas y melódicas. En julio de 2007, se embarcaron en una gira que cubrió tres estados australianos y tres ciudades importantes.
En diciembre de 2007, con una edad promedio de sólo diecisiete años, la banda comenzó su programa de grabación de estudio de cinco meses en el SAE Institute en Byron Bay para producir su segundo EP con el productor/ingeniero escocés James Lyall, titulado The Gateway, que fue autofinanciado. por el productor y los músicos y mezclado por el respetado ingeniero estadounidense Daniel Castleman (As I Lay Dying, Winds of Plague). En 2010, la banda produjo un EP dividido junto con la banda de hardcore The Bride.

### Divination(2011–2013)
In Hearts Wake firmó su primer contrato de grabación profesional con UNFD en julio de 2012. Su álbum de estudio debut, Divination, fue lanzado el 31 de agosto de 2012. Josh Schroeder produjo el álbum en Random Awesome Studios en los Estados Unidos de América. Divination alcanzó el puesto 27 en las listas de ARIA.
En marzo de 2013, realizaron cuatro shows en Nueva Zelanda. En junio, siguió otra gira por Australia con el apoyo de Counterparts, The Storm Picturesque y Stories. La primera gira por Australia se realizó en septiembre. In Hearts Wake realizó una gira con Landscapes como apoyo a The Amity Affliction en Europa. La gira llevó a las bandas por todo el Reino Unido, Alemania, Bélgica, Francia y Austria. La banda continuó de gira junto con The Amity Affliction en su "Brothers in Arms Australia Tour" junto a Chelsea Grin y Stick to Your Guns como apoyo.
Entre el 30 de agosto de 2013 y el 8 de septiembre de 2013, la banda realizó una gira por Australia junto a Like Moths to Flames y sus compañeros de sello Hand of Mercy en apoyo del "Homebound Tour" de Dream On, Dreamer. Después del "Homebound Tour", la banda tocó cuatro shows con el grupo electrónico británico Enter Shikari.

### EarthwalkerySkydancer(2013–2016)
En febrero y marzo de 2014, tocaron en el Soundwave Festival en Australia por primera vez. Antes de tocar en Soundwave, la banda encabezó el "Skydancer Australia Tour" con el apoyo de Hand of Mercy y Hellions. Las ganancias de la gira se destinaron al proyecto Skydancer de la banda.
Los músicos anunciaron que lanzarían un nuevo álbum Earthwalker, el 2 de mayo de 2014 y en Europa a finales de mayo. El álbum alcanzó el puesto número 5 en las listas oficiales de ARIA. En junio, la banda volvió a realizar una gira por Australia para promocionar Earthwalker con el apoyo de Being as an Ocean, Dream On, Dreamer, Endless Heights y Sierra.
A principios de marzo de 2015, la banda anunció que lanzarían un nuevo álbum titulado Skydancer en mayo de 2015. Jake Taylor declaró en un documental que la banda en realidad grabó el nuevo álbum junto con su segundo álbum de estudio Earthwalker.
La banda apoyó a Northlane en su "North American Node Tour" en el verano de 2015, Oceans Ate Alaska y Like Moths to Flames fueron teloneros. Luego, la banda regresó a Norteamérica ese mismo año en otoño para apoyar a Parkway Drive en el "IRE Tour". Thy Art Is Murder y Miss May I se unieron como apoyo.
El 19 de abril de 2016, la banda anunció que habían estado trabajando en un EP colaborativo con Northlane titulado Equinox. Fue grabado en enero en Melbourne con el productor Will Putney. El EP incluye tres canciones: "Refuge", "Equinox" y "Hologram" y fue lanzado el 20 de abril a través de UNFD. Para promocionar el EP, Northlane e In Hearts Wake encabezaron una gira en junio. Los apoyaron Hands Like Houses y Ocean Grove. El 5 de diciembre, el miembro de gira Conor Ward fue anunciado oficialmente como el nuevo baterista de la banda.

### ArkyArk Prevails(2016–2019)
El 2 de abril de 2017, la banda presentó una nueva canción, "Warcry", durante su gira por el Reino Unido en apoyo de While She Sleeps. El 26 de abril, se lanzó otro sencillo, "Passage", y se anunció que ambas pistas fueron extraídas de su próximo álbum Ark, lanzado el 26 de mayo de 2017.
Antes del lanzamiento del álbum, la banda anunció una gira por Australia con While She Sleeps y Crossfaith en julio de 2017. La banda también anunció su iniciativa We Are Waterborne, con el objetivo de limpiar playas en Australia y en todo el mundo con sus seguidores. Debido al abrumador apoyo y elogios hacia la Iniciativa, la banda lanzó una tercera pista de Ark, "Waterborne", el 23 de mayo. Después del lanzamiento de Ark el 26 de mayo, el álbum debutó en el puesto número 3 en las listas ARIA de Australia.. En Norteamérica, la banda abrió para August Burns Red en su gira del décimo aniversario de Messengers con Protest the Hero y '68 como teloneros.
Para celebrar el lanzamiento de Ark, la banda se embarcó en sus primeras limpiezas de playas con seguidores para su recién creada We Are Waterborne Initiative. Se organizaron eventos posteriores en Nueva Zelanda y la región de Australia a lo largo de 2017 y 2018 con la ayuda de las organizaciones locales de Conservación marina Tangaroa Blue y Sea Shepherd.

### Kaliyuga(2020–2023)
El 17 de marzo de 2020, la banda presentó un nuevo sencillo titulado "Worldwide Suicide" junto con un video musical que lo acompaña en el que la banda tiene la intención de plantar un árbol por cada mil visitas que genera el siguiente video. El 1 de abril, al igual que con la portada del álbum Seaskimmer, como broma del Día de los Inocentes, la banda presentó otra portada del álbum titulada Hellbringer. El 24 de abril, la banda lanzó el segundo sencillo "Son of a Witch" de su próximo quinto álbum de estudio Kaliyuga, cuyo lanzamiento está previsto para el 7 de agosto de 2020 junto con el vídeo musical correspondiente. Al mismo tiempo, la banda anunció el álbum en sí, la portada, la lista de canciones y la fecha de lanzamiento.
El 27 de mayo, la banda lanzó el tercer sencillo "Hellbringer" con Jamie Hails de Polaris. La banda se burló discretamente del sencillo como una broma del Día de los Inocentes con la revelación de que en la "portada del álbum" del sencillo ya se burlaron de que Hails aparecerá en la canción ya que su rostro estaba en la portada pero medio oculto. Ese mismo día, la banda también reveló otros músicos invitados que aparecerán en el álbum. El 8 de julio, la banda lanzó su cuarto sencillo "Dystopia". El 5 de agosto, dos días antes del lanzamiento del álbum, la banda lanzó su quinto sencillo "Moving On".

### Incarnationy salida de Erich (2024–presente)
El 10 de abril de 2024, In Hearts Wake anunció que el bajista Kyle Erich dejó la banda en buenos términos. Para conmemorar el tiempo y la influencia de Erich en la banda, la banda lanzó una nueva canción emotiva y pesada, "Farewell". El video musical muestra la carrera de gira y grabación del grupo, con la voz limpia de Erich dominando la canción mientras el clip muestra la vida familiar de Erich. 
El 23 de abril, la banda lanzó el primer sencillo "Hollow Bone (The World)" y su correspondiente vídeo musical. Al mismo tiempo, anunciaron que su próximo sexto álbum de estudio Incarnation, se lanzará el 12 de julio de 2024 y también revelaron la portada del álbum y la lista de canciones.

## Estilo musical
El estilo musical de In Heart Wake ha sido descrito como metalcore, Hardcore melódico, metal alternativo y nu metal.

## Miembros
| Miembros actuales - Jake Taylor – Voz principal, voz gutural (2006–presente) - Eaven Dall – Guitarra, coros (2006–presente) - Ben Nairne – Guitarra rítmica (2006–presente) - Conor Ward – Batería (2016–presente) | Miembros anteriores - Jayke West – Batería (2006–2007) - Adam Hicks – Bajo (2009–2012) - Caleb Burton – Batería (2007–2015) - Kyle Erich – Bajo (2011–2024) |

Línea del tiempo

## Discografía
Álbumes de estudio
- 2012: Divination
- 2014: Earthwalker
- 2015: Skydancer
- 2017: Ark
- 2020: Kaliyuga
- 2024: Incarnation